# DayZ (игра)
DayZ — многопользовательская компьютерная игра в жанре симулятора выживания с открытым миром, разработанная чешской компанией Bohemia Interactive. Игра является ремейком одноимённой модификации к Arma 2, созданной геймдизайнером Дином Холлом. Ранняя альфа-версия игры для Windows была выпущена в конце 2013 года в сети цифровой дистрибуции Steam. Релиз игры на платформе Windows состоялся 13 декабря 2018 года. Версия для PlayStation 4 вышла 29 мая 2019 года.
Действие игры происходит в вымышленном постсоветском государстве Черноруссия, жители которого в результате некоего катаклизма превратились в агрессивных заражённых. Управляемый игроком персонаж должен выжить во враждебном окружении, избегая врагов и добывая в заброшенных зданиях оружие, еду и другие припасы. Одновременно с ним на той же карте действуют и другие игроки; каждый игрок вправе убивать персонажей других игроков, избегать их или объединяться с ними в группы для совместного выживания.
Разработка игры началась в 2012 году, когда автор модификации Дин Холл присоединился к компании Bohemia Interactive. Несмотря на статус ранней альфа-версии и отсутствие в игре многих планируемых возможностей, на май 2014 года было продано свыше 2 миллионов копий игры, что принесло разработчикам порядка 68 миллионов долларов США.

## Игровой процесс
Перед игроком в DayZ ставится цель выжить во враждебном мире, охваченном зомби-апокалипсисом. Созданный персонаж появляется в игровом мире с пустыми руками, имея при себе только самую простую одежду, химсвет и бинт. Открытый мир игры представляет собой обширную территорию площадью 225 квадратных километров, со множеством городов, деревень, полей и лесов, без каких-либо внутренних барьеров и загрузок; в отличие от одноимённой модификации, практически в любое здание в игре можно зайти. Чтобы остаться в живых, персонаж должен разыскивать в заброшенных зданиях пищу, воду и лекарства. Помимо собственно необходимых для выживания припасов, в игре также может найти разнообразные предметы одежды — одежда не только облегчает выживание, защищая персонажа от врагов и непогоды и позволяя носить с собой больше предметов, но и позволяет подчеркнуть его индивидуальность, сделав непохожим на других персонажей. Предоставляя игроку возможность защищать себя от враждебных зомби и других игроков, DayZ содержит множество видов всевозможного оружия, от кухонных ножей до современных автоматов (хотя с версии 1.0 их количество изрядно подсократилось), а также разнообразные боеприпасы, прицелы и прочие принадлежности (среди них: цевья, приклады, сошки, прицелы, а само оружие возможно покрасить (убрано с официальных серверов с версии 1.0). В игру введены возможности выращивания овощей, рыбалки и разнообразной охоты, начиная от силков для поимки зайцев, и заканчивая банальной стрельбой по оленям.

## История разработки
| Системные требования | Системные требования                     | Системные требования                    |
| -------------------- | ---------------------------------------- | --------------------------------------- |
|                      | Минимальные                              | Рекомендуемые                           |
| PC                   |                                          |                                         |
| ОС                   | Windows 7/8.1 64-bit                     | Windows 10 64-bit                       |
| ЦПУ                  | Intel Core i5-4430                       | Intel Core i5-6600K, или AMD R5 1600X   |
| Объём ОЗУ            | 8 ГБ                                     | 12 ГБ                                   |
| Место на диске       | 16 ГБ                                    | 25 ГБ                                   |
| Видеокарта           | NVIDIA GeForce GTX 760, или AMD R9 270X; | NVIDIA GeForce GTX 1060, или AMD RX 580 |
| Звуковая плата       | DirectX®-compatible                      | DirectX®-compatible                     |

Дин Холл, создатель модификации, является отставным офицером в вооружённых силах Новой Зеландии. В 2009 году после нескольких лет гражданской жизни Холл повторно вступил в ряды армии Новой Зеландии и был обязан пройти продолжительную и тяжёлую переподготовку. Как программист-любитель, Холл увлекался идеей виртуальной симуляции поля боя и во время переподготовки модифицировал компьютерную игру ArmA 2, создав в игре подобие тренировочного полигона и проигрывая на нём сценарии, которые могли бы повториться в ходе реальных учений. Позже он также участвовал в программе обмена опытом вооружённых сил Сингапура и в рамках этой программы прошёл курс выживания в дикой природе в лесах Брунея. По воспоминаниям Холла, участники программы были обязаны прожить 20 дней в джунглях, причём измученный голодом Холл был вынужден воровать запасы еды из палаток других участников программы. После возвращения на родину Холл постарался внести в свою разрабатываемую в качестве хобби модификацию пережитый в джунглях опыт, сделав больший акцент на выживание в дикой природе.
Ему не удалось заинтересовать своим проектом начальство, поэтому после ухода из армии Холл занялся переработкой модификации в развлекательную компьютерную игру, включив в неё зомби — эта тема давно его привлекала. В качестве одного из источников вдохновения Холл называл популярную серию комиксов «Ходячие мертвецы». Холл никогда не рассматривал игру как PvP-ориентированную — он относил возможность убийства одних игровых персонажей другими скорее к вопросам морали и самозащиты.
DayZ использует движок Real Virtuality 3, доработанный по сравнению с той версией, которая использовалась в ArmA 2, но не совпадающий с использованным в Arma 3 движком Real Virtuality 4. В июле 2014 года Холл объявил о намерении перенести игру на новый, созданный специально для неё движок под названием Enfusion. Необходимость этого была связана в том числе и с устареванием графического движка Real Virtuality 3 и желанием команды разработчиков использовать более современные технологии, такие, как Direct X 11 и графические библиотеки OpenGL для возможной будущей версии игры для Linux.
На выставке Gamescom 2012 Дин Холл высказал намерение в будущем портировать игру на игровые консоли, а также компьютеры Macintosh — в том случае, если версия для Microsoft Windows окажется достаточно успешной. Позже разработчик отмечал, что DayZ проще для портирования, чем ArmA 2, но о разработке версии для консолей можно будет говорить только после выхода версии для персональных компьютеров. В апреле 2013 года Холл объявил, что версия игры для консолей выйдет «почти наверняка» и отметил, что целевой платформой может стать консоль PlayStation 4; Bohemia Interactive провела переговоры с производителем этой консоли, японской компанией Sony, и последняя продемонстрировала интерес к DayZ. Позже сообщалось, что выход игры на игровой консоли Xbox One маловероятен из-за политики компании Microsoft, затрудняющей регулярное обновление игры для независимых разработчиков, тогда как на консолях Sony можно часто исправлять многочисленные баги игры с помощью программных обновлений. Версия игры для консоли PlayStation 4 была официально анонсирована на выставке Gamescom в Кёльне в августе 2014 года.
Известно, что в игре будет большое количество изменений по сравнению с версией-модом — так, в игре реализуется весь цикл жизнедеятельности, а игрок сможет заразиться различными заболеваниями, однако, разработчики предусмотрели способы излечения (вакцины, антибиотики и т. д.).
Сроки выхода игры неоднократно переносились. В августе 2013 года Дин Холл сообщил блогу Joystiq, что выпуск игры задерживается исключительно из-за написания «ядра сетевой архитектуры» и что этим занимается ограниченное количество сотрудников студии, а остальные вынуждены ждать окончания этого этапа. 16 декабря 2013 года в Steam вышла ранняя альфа-версия игры.
13 декабря 2018 игра вышла в релиз.

## В культуре
По мнению обозревателя Game Developer, игра «PlayerUnknown’s Battlegrounds» в каком-то смысле является наследницей DayZ, но, в отличие от последней, ориентирована не на выживание, а на спринт.
Также часто отмечалось, что игра, ещё будучи на стадии модификации, возродила интерес к такому жанру как симулятор выживания и повлияла на ряд игр со схожим геймплеем, вроде H1Z1.